# Poli(alkohol winylowy)
Poli(alkohol winylowy) (PVA, PVAL lub PVOH z ang. polyvinyl alcohol) to polimer winylowy o wzorze [−CH2−CH(OH)−]n. Formalnie jest polimerem alkoholu winylowego, jednak otrzymywany jest z poli(octanu winylu).
Stosowany jest jako składnik klejów, lakierów, apretur włókienniczych, do wyrobu aparatury chemicznej, jako stabilizator farb emulsyjnych, zagęszczaczy farmaceutycznych, do produkcji rękawic ochronnych, nici chirurgicznych, folii, płyt i rur odpornych na działanie benzyny, olejów, także do wyrobu włókien.
Jest również półproduktem do produkcji poliacetali.
Stosowany jest ponadto w farmaceutyce jako substancja czynna w kroplach do oczu.
Żele powstające w roztworach wodnych PVA są płynami nienewtonowskimi.